# Miglė Marozaitė
Miglė Marozaitė (Panevėžys, 10 de marzo de 1996) es una deportista lituana que compite en ciclismo en la modalidad de pista.
En los Juegos Europeos de Minsk 2019 obtuvo una medalla de plata en la prueba de velocidad por equipos. Ganó una medalla de bronce en el Campeonato Europeo de Ciclismo en Pista de 2016, en la misma prueba.

## Medallero internacional
| Juegos Europeos    | Juegos Europeos         | Juegos Europeos   | Juegos Europeos       |
| Año                | Lugar                   | Medalla           | Competición           |
| ------------------ | ----------------------- | ----------------- | --------------------- |
| 2019               | Minsk (Bielorrusia)     | Medalla de plata  | Velocidad por equipos |
| Campeonato Europeo |                         |                   |                       |
| Año                | Lugar                   | Medalla           | Competición           |
| 2016               | Saint-Quentin (Francia) | Medalla de bronce | Velocidad por equipos |